# Neta Riskin
Neta Riskin (hebr: נטע ריסקין; ur. 28 października 1976) – izraelska aktorka i dziennikarka, najbardziej znana z roli Giti Weiss w serialu Sztisel.
Riskin trenowała urodzoną w Izraelu amerykańską aktorkę Natalie Portman, aby mówiła po hebrajsku z izraelskim akcentem w reżyserowany przez Portman filmie Opowieść o miłości i mroku.
Riskin urodziła się w Tel Awiwie w Izraelu w rodzinie świeckich żydowskich architektów. Jej matka urodziła się w Izraelu. Jej ojciec, ocalały z Holokaustu, urodził się na Litwie. Jej dziadek, Asher Gliberman, był izraelskim architektem, który wyemigrował z Białorusi.

## Filmografia

### Filmy
- Opowieść o miłości i mroku (2015) jako Haja
- Damascus Cover (2017) jako Jael
- Longing (2017) jako Jael
- Shelter (2018) jako Naomi

### Telewizja
- Gordina Cell (2012-2015) jako Nati Ganot/Nathalia Gordin
- Sztisel (2013-obecnie) jako Giti Weiss
- Der Tel-Aviv-Krimi (2016) jako Ronit Lewi
- Fałszywa flaga (2018–2019) jako Anat Kedmi